# Dias & Dias
Dias & Dias é um livro de Ana Miranda publicado originalmente em 2002, no Brasil.
Trata-se da biografia romanceada do poeta romântico Gonçalves Dias, sob a óptica feminina da autora.

## Enredo
Inspirado na poesia "Dias após dias" de Rubem Fonseca, o romance Dias e dias, de Ana Miranda, constrói a vida do poeta romântico Gonçalves Dias, através da voz da narradora Feliciana, que desde menina fora apaixonada pelo poeta.
No romance, Feliciana toma conhecimento da vida íntima de Gonçalves Dias por meio das cartas enviadas pelo poeta a seu grande amigo Alexandre Teófilo de Carvalho Leal. Mostradas a Feliciana por Maria Luíza, esposa de Teófilo, as cartas registram muitas das questões existenciais do poeta. Feliciana descreve, ao decorrer do romance, a paixão que essas as cartas alimentam.
Na obra, os fatos são apresentados em flashbacks e há o caráter cíclico da diegese, a narrativa inicia-se em 03 de novembro de 1864 e ao final do livro nos deparamos com a mesma data, o que sinaliza para os anacronismos, ou seja, as constantes idas e vindas no tempo da narração.
Sob o ponto de vista desta narradora em primeira pessoa, é recordada e relatada não apenas sua vida, como também a vida do objeto de seu amor, Dias. Ana Miranda insere em seu texto, além de poemas, muitas informações verídicas sobre o autor. Esta marca de intertextualidade faz da trama um “mosaico de citações”. A autora, utilizando os versos de Gonçalves Dias, lhes dá um sentido distinto, o que faz com que, muitas vezes, sua leitura se torne dupla.
O romance é organizado quase que, como um diário, a partir de sucessivos processos de rememoração de Feliciana. Ainda que toda a narrativa gire em torno de observações e declarações, isto é apenas um pretexto para que se fale do personagem maior, o poeta Gonçalves Dias. Como manobra, Ana Miranda utiliza-se de um personagem fictício (Feliciana) para falar de um acontecido histórico.
O livro de Ana Miranda está entre aqueles romances da atualidade que apresentam um olhar para dentro do Brasil, focalizando sua arte, sua história, sua cultura, numa busca insistente, neste momento, por uma forma de conhecer ou de reconhecer uma identidade brasílica que se reconstrói por meio da história.

## Personagens Principais
A história reúne três personagens centrais: 
- Feliciana, uma jovem sonhadora e obstinada
- Antonio Gonçalves Dias, poeta romântico por quem Feliciana é apaixonada
- Sabiá, que simboliza a pátria distante

## Contexto
Antonio Gonçalves Dias (1823-1864) é o principal nome da poesia romântica brasileira. Além de Canção do exílio, compôs os principais poemas da vertente indigenista do romantismo, entre eles I-Juca-Pirama e Leito de folhas verdes.
O romance retrata o século XIX e ainda traz como destaque a Revolta da Balaiada, ocorrida em Caxias, além de abordar curiosidades e dados biográficos que traçam o perfil de Gonçalves Dias. A obra combina história e ficção para contar uma história sobre o amor, os costumes provincianos no interior do Brasil durante esta época, a descoberta da cultura indígena, a beleza da poesia e os mistérios da sensibilidade.
Por meio dos poemas inseridos na narrativa de Dias e dias e da presença de correspondências que são trocadas dentro da diegese, as quais a autora teve acesso por meio de trabalhos rigorosos de pesquisa e consulta à arquivos, é composta uma espécie de fotografia de nosso país e as informações contidas no romance contribuem para a formação não só das características do poeta representativo de nosso país, como também de peculiaridades que dizem respeito à nossa pátria amada.
A proposta da diegese de Dias e dias diz respeito à leitura que o romance fornece da história, ou seja, abordar o momento brasileiro em que há a representação da mulher e do homem do século XIX que, via de regra, o recurso histórico não registrava, Ana Miranda aborda, então, esses elementos que as enciclopédias históricas não abarcam.

## Prêmios
- 2003 - Prêmio Jabuti - com o romance Dias & Dias
- 2003 - Prêmio da Academia Brasileira de Letras, Romance, Dias & Dias